# Бумсонг, Жан-Ален
Жан-Але́н Бумсо́нг Сомко́нг (фр. Jean-Alain Boumsong Somkong; 14 декабря 1979, Дуала, Камерун) — французский футболист, защитник. Игрок сборной Франции.

## Биография
Футболист начал профессиональную карьеру в 1997 году в клубе «Гавр». В 2000 году перешёл в команду «Осер». С 2003 по 2008 год был членом футбольных клубов «Рейнджерс», «Ньюкасл Юнайтед», «Ювентус» и «Олимпик». В 2009—2013 годах — в греческом «Панатинаикосе».
В сборной Франции дебютировал в 2003 году.
Его кузен Давид Н’Гог, также был футболистом.

## Личная жизнь
Бумсонг принял ислам. В 2014 году совершил хадж в Мекку.